# Bedřich Fritta
Bedřich Fritta (Višňová, 19 de setembro de 1906,  –Auschwitz, 8 de novembro de 1944) foi um artista e cartunista tcheco de origem judaica. Antes da guerra, Fritta trabalhou como ilustrador e designer gráfico em Praga, sob o pseudônimo de Fritz Taussig. Na década de 1930, dedicou-se à caricatura política e contribuiu para a revista satírica Simplicus.